# 新・悪魔の棲む家
新・悪魔の棲む家(しん・あくまのすむいえ、The Evil)は1978年に公開されたアメリカ合衆国のスピリチュアルホラー映画で、『悪魔の棲む家』とは無関係である。
監督ガス・トリコニス。出演リチャード・クレンナ、ジョアンナ・ペティット、アンドリュー・プライン、ヴィクター・ブオノ。 。

## あらすじ
大学教授の一家が引っ越し先の家で超常現象に悩まされる。この騒ぎを起こしていたのは、エミリオ・バルガス将軍の亡霊であり、家の下に封じた悪魔を監視することが目的だった。ところが悪魔の封印が解けてしまい、事態はさらに悪化する。最終的に教授の妻が悪魔を十字架で攻撃したことで、一家は家から逃れることができた。

## キャスト
| 役名           | 俳優                         | 日本語吹替                           |
| 役名           | 俳優                         | フジテレビ版                         |
| -------------- | ---------------------------- | ------------------------------------ |
| ジョージ       | リチャード・クレンナ         | 納谷悟朗                             |
| キャロライン   | ジョアンナ・ペティット       | 平井道子                             |
| レイモンド教授 | アンドリュー・プライン       | 日高晤郎                             |
| ローリー       | メアリー・ルイーズ・ウェラー | 弥永和子                             |
| 悪魔           | ヴィクター・ブオノ           | 島宇志夫                             |
| ドワイト       | ジョージ・ヴィハロ           | 津嘉山正種                           |
| ピート         | ジョージ・オハンロン・Jr．   | 田中秀幸                             |
| マリー         | キャシー・イエーツ           | 向殿あさみ                           |
| フェリシア     | リン・ムーディ               | 芝田清子                             |
| エミリオ       | ゲイラン・トンプソン         | 龍田直樹                             |
| サム(管理人)   | エド・バギー                 | 北村弘一                             |
|                |                              |                                      |
| 演出           | 演出                         | 春日正伸                             |
| 翻訳           | 翻訳                         | 山田実                               |
| 効果           | 効果                         | 新音響                               |
| 調整           | 調整                         | 近藤勝之                             |
| 制作           | 制作                         | コスモプロモーション                 |
| 解説           | 解説                         | 高島忠夫                             |
| 初回放送       | 初回放送                     | 1981年7月11日 『ゴールデン洋画劇場』 |